# Thor Girl
Thor Girl, il cui vero nome è Tarene, è un personaggio dei fumetti, creato da Dan Jurgens (testi) e John Romita Jr. (disegni), pubblicato dalla Marvel Comics. Comprimaria di Thor, la sua prima apparizione è in Thor (seconda serie) n. 22 (2000).

## Biografia del personaggio
Tarene era la Designata, una persona molto importante del suo popolo, le sue capacità di preveggenza furono notate da Thanos di Titano (successivamente rivelato essere un potente ma difettoso clone del vero Thanos) che decise di usarla per adempiere al suo progetto di annullare la vita dall'universo.
In quell'occasione Thor riuscì a sconfiggere il clone di Thanos e i suoi alleati Mangog e Tarakis.
Tarene sentendosi sola e in debito con il dio del tuono usò i suoi poteri per divenire una dea simile a Thor mantenendo i suoi poteri cosmici.
Dopo la morte di Odino, Tarene perse i suoi poteri cosmici e decise di vivere sulla terra nei panni di una normale ragazza trasformandosi in Thor Girl all'occorrenza.

### Civil War
Tarene decide di registrarsi e combattere contro i ribelli.

### Secret Invasion
Alla fine dell'invasione segreta skrull, che ha stravolto l'universo Marvel, si scopre che Thor Girl era in realtà una Skrull.
È ignoto se lo sia sempre stata o se, come altri eroi, sia stata sostituita in seguito.

## Poteri e abilità
Quando aveva i suoi poteri cosmici poteva rivaleggiare con Odino. Diventata una dea ora detiene una forza e resistenza sovrumana ed ha la caratteristica degli altri dei di Asgard di vivere a lungo.
Possiede un martello simile a quello di Thor, sebbene non potente come Mjolnir, che le dà le capacità di controllare gli agenti atmosferici e di emettere raggi di energia.